# 国際連合安全保障理事会決議1674
国際連合安全保障理事会決議1674（こくさいれんごうあんぜんほしょうりじかいけつぎ1674、英: United Nations Security Council Resolution 1674）は、2006年4月28日に国際連合安全保障理事会で採択された武力紛争と文民に関する決議。略称はUNSCR1674。

## 概要
国連安保理決議1674は、武力紛争（armed conflict）における文民の保護に関する決議で、武力紛争及びその再発の予防の重要性を強調し、再発予防のためには次の8つの要素を促進する包括的アプローチ（comprehensive approach）が必要であると提唱するもの。
- 経済成長（economic growth）
- 貧困根絶（poverty eradication）
- 持続可能な開発（sustainable development）
- 国民和解（national reconciliation）
- 良い統治（good governance）
- 民主主義（decmocracy）
- 法の支配（rule of law）
- 人権の尊重と保護（respect for, and protection of human rights）

決議はこの文脈で、武力紛争下における文民及びその他保護を必要とする人々を故意に攻撃目標とするような行為を強く非難し、2005年の国際連合首脳会合（世界サミット）で採択された成果文書に含まれた保護する責任原則を再確認した。同決議は全会一致で採択された。

## 解説
採択の同日に国連安保理が発表した報道資料によると、決議の内容は次の通り。
- 武力紛争下における文民及びその他保護を必要とする人々、とくに女性や子供に対するあらゆる暴力・虐待行為を最も強い言葉で非難
- すべての国際平和活動がこれらの暴力行為を予防するためのあらゆる適切な措置を講じするのであり、またこれらの行為が起きてしまった場合はこれらの影響に適切に対処するものであることを保証できる仕組みの構築を提唱
- 国際平和活動に従事する兵士・警官・文民要員による女性及び子どもに対する性的搾取・虐待・人身売買のあらゆる行為に対し同じく強い言葉で非難し、この観点から不寛容方針（zero-torelance policy）を履行するために国連機関及び平和維持活動によってとられた措置を歓迎
- 事務総長及び部隊派遣国に対し、平和維持活動特別委員会（Special Committee on Peacekeeping）報告（A/59/19/Rev.1） の勧告に基づく関連する総会決議で採択された方策を遅滞なく全面的に履行することを通じて、要員による虐待に対処するために必要な適切な行動を継続することを要請
- 人道支援ミッションに従事する国際連合要員及び関連要員その他の人道活動従事者を故意に目標としたあらゆる攻撃を非難し、そのような攻撃が発生した国家に対し犯人の追訴または引渡しを行うことを要請
- この観点から総会による2005年12月8日付国際連合要員及び関連要員の安全に関する条約選択議定書（Optional Protocol to the Convention on the Safety of United Nations and Associated Personnel）の採択を歓迎
- 武力紛争下における文民に対する暴力・虐待のあらゆる行為、とくに次の国際義務違反行為を強く非難し、あらゆる勢力に対しそのような行為を終結することを要請：

1. 拷問その他禁止行為（torture and other prohibited treatment）
2. 性別に基づく暴力・性的暴力（gender-based and sexual violence）
3. 子どもに対する暴力（violence against children）
4. 子ども兵士の徴用と使用（recruitment and use of child soldiers）
5. 人身売買（（trafficking in humans）
6. 強制退去（forced displacement）
7. 人道支援の意図的な拒否（intentional denial of humanitarian assistance）

- 武力紛争下における文民及びその他保護を必要とする人々を故意に攻撃目標とすることは国際人道法に対する甚だしい蹂躙であることから、人道支援の枠組みの範囲内で博愛・中立・不偏・独立の人道的原則を支持・尊重することの重要性を強調
- 関係諸勢力に対し、人道活動従事者が武力紛争下において支援を必要とする文民に対して全面的に円滑なアクセスを可能にし、可能な限りあらゆる活動に必要な施設を利用可能にすることを要請
- 武力紛争に巻き込まれた文民の保護における元兵士の武装解除・動員解除・社会復帰（DDR）の重要性から、次の点を強調：

1. 国連平和維持活動及びその他関連するミッションにおいて必要に応じてケースバイケースでDDRに特化した効果的な手段を内包する支援を実施すること
2. 必要に応じ関係者と協議の上、和平協定にそのような活動を盛り込むことの重要性
3. DDRプログラム及び活動の完了に向けた適切な資源解放の重要性

- 国際人道法における義務に諸勢力が違反している状況下での武力紛争下における文民の強制退去の禁止を想起し、国際社会に対して、難民及び国際人道法の下で保護される人々の保護に関する責任を果たすために各国が活動できるように支援と助力を提供することを要請
- 難民及び国内避難民（IDP）キャンプの安全と文民性の確保の重要性を再確認し、この観点から各国の一義的責任を強調
- 関連するあらゆる勢力に対し、あらゆる和平プロセス・和平協定・紛争後復興再建計画において、文民の保護ならびに女性及び子どもの特別なニーズを確保するべく次の措置を講じることを要請：

1. 文民に対する攻撃の中止の確保
2. 人道支援の提供の促進
3. 難民及び国内避難民の自発的かつ安全で尊厳ある持続可能な帰還に資する条件の創造
4. 教育・訓練への早期アクセスの促進
5. 法の支配の再構築
6. 免責の終結